# Assedio di Balkh (1370)
L'assedio di Balkh del 1370 fu la battaglia che consentì definitivamente a Tamerlano di affermarsi al potere nella Transoxiana, ponendo fine alla precedente posizione predominante detenuta dal khanato Chagatai. Il dualismo che si era precedentemente creato tra Tamerlano e Amir Husayn, uomo de facto al potere nella Transoxiana, finì per sfociare in un conflitto aperto cristallizzatosi con la battaglia di Balkh. Al fianco di Tamerlano vi erano diversi nobili insoddisfatti delle politiche accentratrici di Husayn, che avevano deciso di attaccarlo per questo motivo. Una volta sconfitto il suo avversario, Tamerlano fu in grado di affermarsi come padrone della regione e di cominciare la serie di campagne di conquista che avrebbero riguardato il suo Stato, l'impero timuride.

## Contesto storico

L'Asia nel 1335

Nel 1363 Ilyas Khoja, di sangue mongolo, era subentrato al padre Tughluq Timur e aveva iniziato a governare sul Moghulistan e sulla Transoxiana, nell'Asia centrale. In Transoxiana, tuttavia, le comunità turche mal sopportavano il dualismo con i mongoli e l'autorità di Khoja, motivo per cui un giovane signore di Tamerlano decise di detronizzarlo e di compiere tale impresa al fianco di Amir Husayn, emiro della tribù dei Qara'una. Il processo di unione delle forze avvenne vicino a Kunduz, nei possedimenti di Husayn, e da lì le truppe si spinsero in Transoxiana. Venuto a sapere della loro insurrezione, Khoja inviò un esercito a fermarli al cosiddetto Ponte di Pietra (Pul-i Sengi), sul fiume Vachš. Con uno stratagemma Tamerlano attraversò il fiume, sconfisse il nemico e proseguì attraverso le porte di ferro per liberare la sua città natale, Kesh. Da lì Husayn e Tamerlano scacciarono gradualmente Khoja e i suoi sostenitori, inseguendoli finché essi non indietreggiarono e non raggiunsero Tashkent.
Quando Husayn divenne emiro, risultava a capo di una porzione del moderno Afghanistan che comprendeva le città di Kabul, di Balkh, di Kunduz e il Badakhshan. Tamerlano era diventato in quel frangente cognato di Husayn, avendone sposato la sorella. Malgrado gli fossero state assegnate tra le altre città Kesh e Karshi, a poca distanza da Samarcanda, egli sembrava iniziare a mal sopportare il dualismo con Husayn nel corso del tempo. Per questa regione, non tardò a dimostrare simpatie nei confronti del movimento dei Sarbadār, soprannominati in maniera dispregiativa i "pendagli da forca", che avevano fondato una sorta di «regno senza re» nella regione khorasanica di Sabzevar. Profondamente sciiti, essi avanzavano spesso delle rivendicazioni, soprattutto fiscali, e dimostrarono di non gradire provvedimenti che ledessero gli interessi dei vari comandanti militari mongoli e turcomanni. Il giovane Tamerlano non si fece intimorire dal fatto che Husayn si trovasse in una posizione di vantaggio, considerando che questi era rispettato per la sua maggiore anzianità ed era molto ricco. Tamerlano si presentò come portavoce di quei nobili che si sentivano vessati per via dell'introduzione di leggi fiscali più oppressive, dell'allontanamento di molti oppositori politici e dell'incameramento dei loro beni. È probabile comunque che Tamerlano non fosse esente da colpe, avendo infatti riscosso alcuni tributi che non spettavano a lui, ma a Husayn; per contrastare la sua spregiudicatezza, Tamerlano fu minacciato dal suo rivale e dovette fuggire in tutta fretta in cerca di rifugio nella remota oasi di Marv.
Presto Tamerlano riuscì a circondarsi di parecchi alleati e, nel 1368, tentò di attaccare Kesh. L'assalto fu respinto da Husayn e ciò spinse quest'ultimo a proporsi esplicitamente come signore supremo dell'intera Transoxiana.

## La battaglia
La decisione compiuta da Husayn si rivelò per lui un grave errore, poiché la sua politica accentratrice fu avvertita come una minaccia dai nobili locali e, ben presto, egli si trovò privo di alleati. Ciò permise a Tamerlano, nell'aprile del 1370, di attaccare la roccaforte del suo avversario, Balkh.
Dinanzi alle porte cittadine, Tamerlano si affrettò a indire un kuriltai (una sorte di consiglio), in occasione del quale fece eleggere dai propri nobili come nuovo khan Chagatai un personaggio di alto lignaggio mongolo e a lui fedele, Soyurghatmish. A seguito di tale evento, nell'aprile del 1370 Tamerlano comandò l'assalto della città e Husayn cercò di reggere l'urto, impegnandosi in una battaglia che si rivelò particolarmente cruenta. Quando capì che lo scontro non stava volgendo a suo favore, Husayn tentò la fuga portando con sé il tesoro, malgrado forse l'avversario gli avesse offerto l'occasione di una resa onorevole. Rifugiatosi in un minareto della grande moschea cittadina, pare che lo raggiunse un soldato intento a cercare il proprio cavallo e che desiderava scorgerlo da lassù. Secondo le fonti coeve, non appare credibile la ricostruzione secondo cui Husayn tentò di corrompere l'uomo e questi, fingendo di assecondarlo, lo consegnò in realtà all'esercito di Tamerlano. Più verosimile risulta l'ipotesi secondo la quale l'emiro Kaykhusraw Khuttalānī, alleatosi con Tamerlano in quanto aveva perduto un fratello per mano di Husayn, uccise con alcuni suoi sgherri e di nascosto l'odiato prigioniero.

## Conseguenze

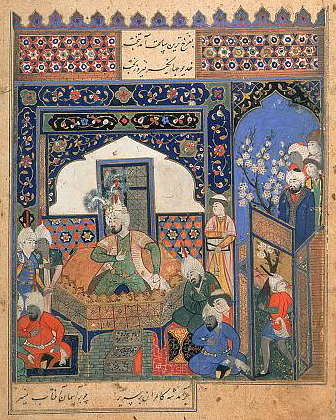
Tamerlano interagisce con dei membri della propria corte a Balkh dopo averla sottratta ad Amir Husayn

Pare che, quando apprese la notizia dell'uccisione, Tamerlano rimase scosso, considerando che si trattava di un suo vecchio amico. Le fonti legate a Tamerlano non mancano di sminuire Husayn, sostenendo che si trattava della giusta punizione per un uomo che avrebbe ceduto «alla cupidigia» e «all'avarizia». Il corpo dell'ultimo emiro dei Qara'una fu sepolto nel mausoleo di un compagno di Maometto a Balkh e Tamerlano non eccedette nei confronti dei soldati nemici che poterono tornare nelle loro dimore. Gli autori persiani si concentrano infine la spartizione delle mogli di Amir Husayn, tra cui rientrava una figlia di Qazan, che fu la sua sposa principale e con un peso politico considerevole.
Il 10 aprile 1370 Tamerlano si proclamò ufficialmente "Grande" emiro, sottolineando de facto le sue pretese di supremazia su tutti gli emiri della Transoxiana. Gli storici fanno coincidere questo evento storico, avvenuto quando Tamerlano aveva trentaquattro anni, con la costituzione dell'impero timuride. Egli seppe sfruttare la sovranità nominale dei khan gengiskhanidi da lui stesso posti sul trono a suo comodo, operando al contempo un'abile condotta politica-diplomatica e compiendo brillanti campagne militari. Fu da allora che la sua ascesa decollò definitivamente e Tamerlano poté dare luogo alla grande espansione del suo impero.

### Esplicative
1. ↑  Si tratta di una gola situata presso i monti Gissar, in Uzbekistan, antico confine tra Battria e Sogdiana.
2. ↑  Non essendo discendente diretto di Genghis Khan, Tamerlano non poteva fregiarsi del titolo di khan, ragion per cui ricorse a quello di emiro, ovvero di principe: Cardini (2007), p. 36.

### Bibliografiche
1. 1 2  Cardini (2007), p. 35.
2. 1 2  Cardini (2007), p. 36.
3. 1 2 3 4  Grousset (1970), p. 411.
4. ↑  Grousset (1970), p. 409.
5. 1 2 3 4  Bernardini (2022), p. 40.
6. ↑  Grousset (1970), p. 412.
7. ↑  Grousset (1970), pp. 412-413.
8. 1 2  Bernardini (2022), p. 41.
9. ↑  Bernardini (2022), pp. 41-42.
10. 1 2  Grousset (1970), p. 414.
11. ↑  Bernardini (2022), p. 42.
12. 1 2 3 4 5 6 7 8 9  Bernardini (2022), p. 43.
13. 1 2  Cardini (2007), p. 37.
14. 1 2  Grousset (1970), p. 415.